# 1624 en philosophie
Chronologie de la philosophie
- 1620
- 1621
- 1622
- 1623
- 1624
- 1625
- 1626
- 1627
- 1628

L’année 1624 a été marquée, en philosophie, par les événements suivants :

## Publications
- Jakob Böhme : 
  - La voie vers le Christ (Der Weg zu Christo, 1624), trad. G. Schlechtiger 1722 : Le chemin pour aller à Christ ;
  - Clef (1624). Trad. 1826

- Edward Herbert de Cherbury : De la Vérité en tant qu’elle est distincte de la Révélation, du Vraisemblable, du Possible et du Faux (De veritate prout distinguitur a revelatione, a verisimili, a possibili, et a falso)

- Comenius : 
  - O sirobě;
  - Přes boží.

- Marie de Gournay : Remerciement au Roy.

- Marin Mersenne : L'impiété des déistes, athées et libertins de ce temps.

- Antoine Sandérus : 
  - De scriptoribus Flandriae libri III, Anvers, 1624.
  - De Gandavensibus eruditionis fama claris, Anvers 1624
  - De Brugensibus eruditionis fama claris libri II, Anvers, 1624

## Naissances
- 31 janvier à Anvers : Arnold Geulincx,  mort de la peste en novembre 1669 à Leyde, âgé de 45 ans, est un philosophe flamand.

## Décès
- 28 février à Steinfurt : Clemens Timpler (né en 1563 ou 1564 à Stolpen, est un philosophe, physicien et théologien allemand. Enseignant au Gymnasium Arnoldinum, il compte, avec Jakob Schegk, parmi les métaphysiciens notables qui s'efforcent de renouveler la scolastique calviniste à l'époque baroque. Ses thèses suscitent cependant de vives controverses et ne rencontrent qu'un écho limité dans le temps[1].

- 17 novembre à Görlitz (Silésie) : Jakob Böhme, ou Jacob Boehme, surnommé le Philosophus Teutonicus, né à Alt-Seidenberg (Görlitz) le 8 mars 1575, est un théosophe allemand de la Renaissance, cordonnier de son état.